# Pervomajský rajón (Krym)
Pervomajský rajón (ukrajinsky Первомайський район, rusky Первомайский район) je rajón v Autonomní republice Krym na Ukrajině. Hlavním městem je sídlo městského typu Pervomajske (Pervomajskoje) a rajón má přibližně 32 tisíc obyvatel. 
Od Krymské krize území fakticky ovládá Rusko, které rajón považuje za součást svého federálního subjektu Republika Krym.

## Sídla v rajónu
Sídlo městského typu:
- Pervomajske (Pervomajskoje)